# Remington (Virginia)
Remington es un pueblo situado en el condado de Fauquier, Virginia  (Estados Unidos). Según el censo de 2010 tenía una población de 217 habitantes.

## Demografía
Según el censo del 2000, Remington tenía 624 habitantes, 238 viviendas, y 163 familias. La densidad de población era de 1.095,1 habitantes por km².
De las 238 viviendas en un 36,1%  vivían niños de menos de 18 años, en un 41,6%  vivían parejas casadas, en un 19,3% mujeres solteras, y en un 31,5% no eran unidades familiares. En el 23,5% de las viviendas  vivían personas solas el 7,1% de las cuales correspondía a personas de 65 años o más que vivían solas. El número medio de personas viviendo en cada vivienda era de 2,6 y el número medio de personas que vivían en cada familia era de 3,02.
Por edades la población se repartía de la siguiente manera: un 27,9% tenía menos de 18 años, un 10,3% entre 18 y 24, un 34,6% entre 25 y 44, un 20,4% de 45 a 60 y un 6,9% 65 años o más.
La edad media era de 33 años.  Por cada 100 mujeres de 18 o más años  había 87,5 hombres.
La renta media por vivienda era de 36.765$ y la renta media por familia de 37.969$. Los hombres tenían una renta media de 31.250$ mientras que las mujeres 20.750$. La renta per cápita de la población era de 16.693$. En torno al 11% de las familias y el 13,6% de la población estaban por debajo del umbral de pobreza.

## Localidades adyacentes
El siguiente diagrama muestra a las localidades más próximas a Remington.